# Dolina Sucha Sielnicka

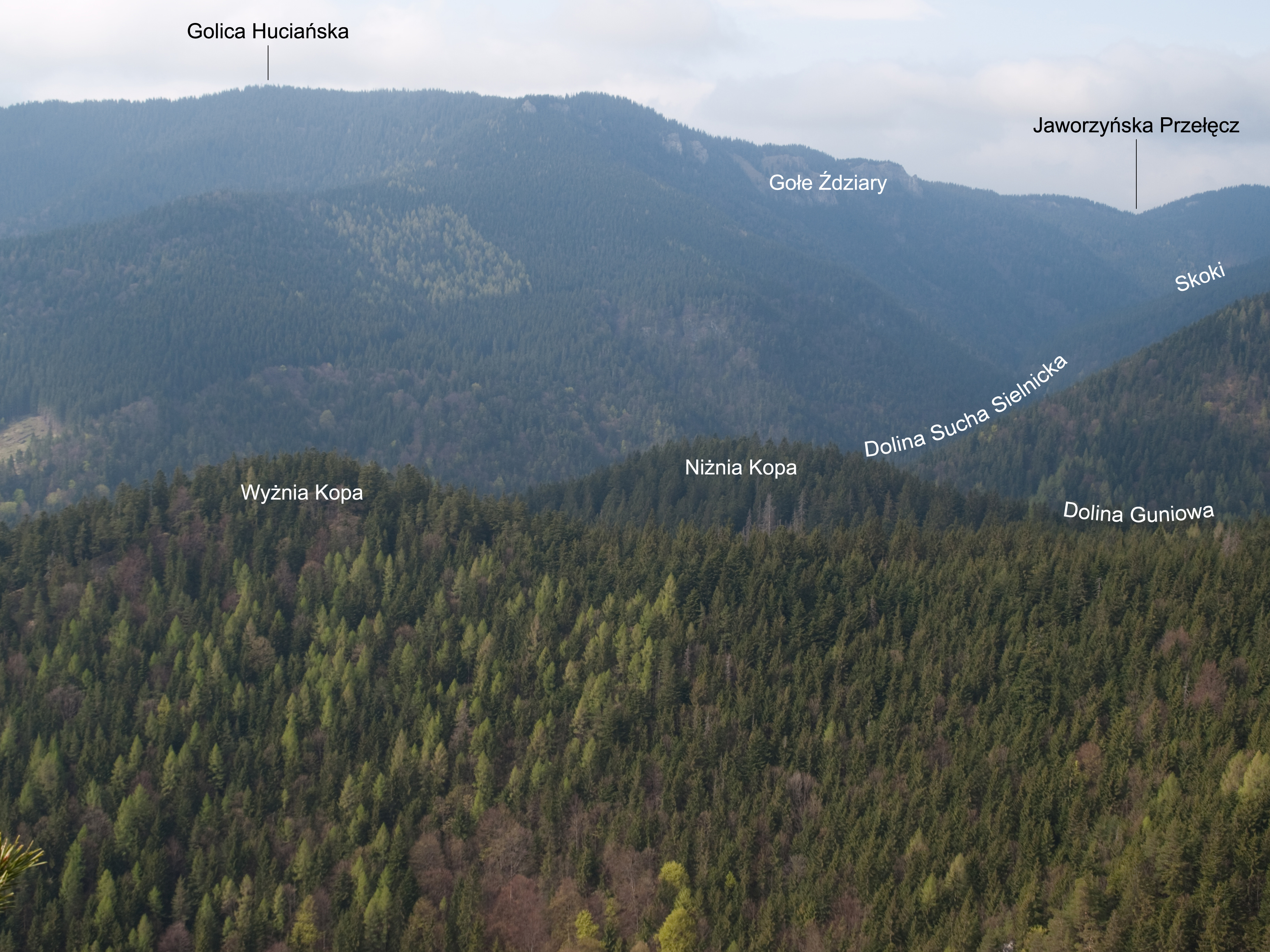
Widok na Dolinę Suchą Sielnicką z grzbietu Opalenicy

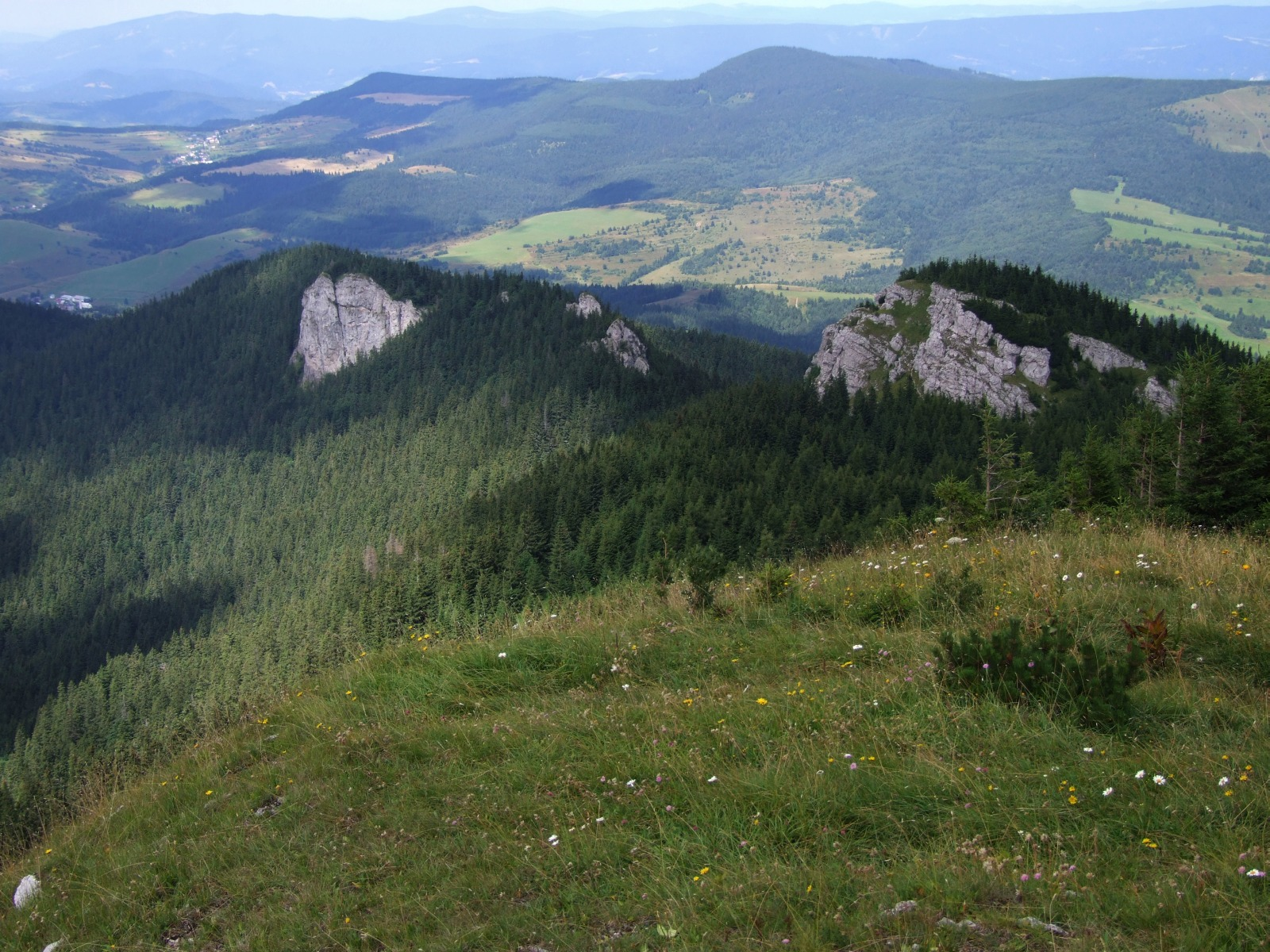
Biała Skała nad zalesionym górnym piętrem Doliny Suchej Sielnickiej

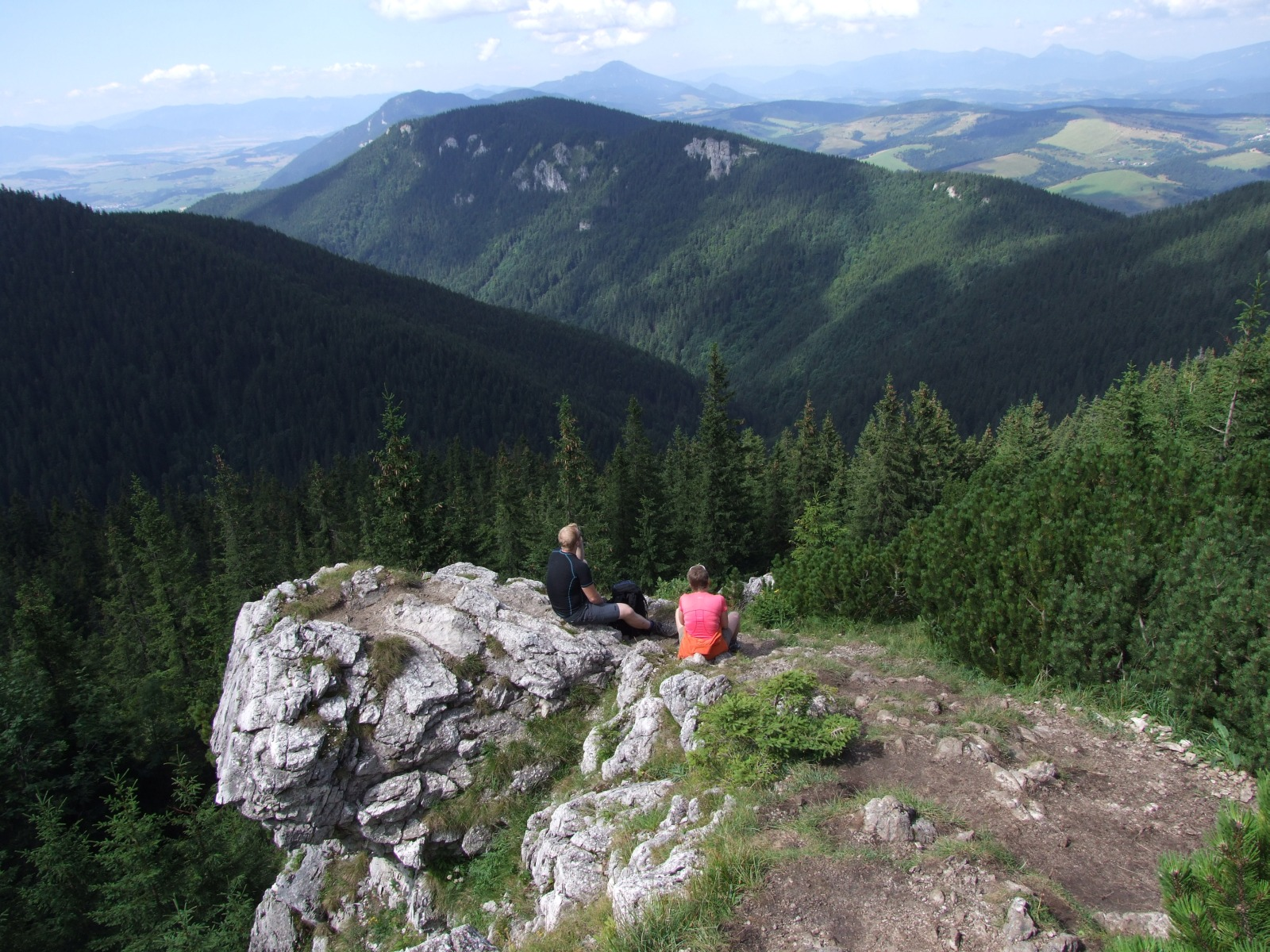
Dolina Sucha Sielnicka, widok z Białej Skały

Dolina Sucha Sielnicka (słow. Suchá dolina, Suchá dolina Sielnická, Sielnická dolina, Suchá dolina Trnovecká, Trnovecká dolina) – najbardziej na zachód wysunięta dolina walna w Tatrach. Znajduje się po południowej stronie słowackich Tatr Zachodnich.

## Topografia
Wylot Doliny Suchej Sielnickiej znajduje się na wysokości niecałych 700 m n.p.m., na północny wschód od Wyżnich Matiaszowiec (Vyšné Matiašovce), w pobliżu osady Podmesztrowa (Podmeštrová). Główna oś doliny biegnie od wylotu w kierunku północno-wschodnim, a następnie w okolicy zwanej Skoki (Skoky) skręca na wschód, podchodząc pod masyw Siwego Wierchu (Sivý vrch, 1805 m). Najwyższa część to Kliny (Kliny). Długość Doliny Suchej wynosi ok. 8 km. Ma liczne odgałęzienia, w kolejności od wylotu doliny są to:
- Chotarny Żleb – płytko wcięty w zachodnie stoki Opalenicy (Opálenica, 1274 m),
- Dolina Beszeniowska (Bešeňovská dolina) – jedyne zachodnie odgałęzienie, skręcające następnie na północ pod Golicę Huciańską (Holica, 1340 m); przez jej środkową część poprowadzona jest droga łącząca Liptowski Mikułasz (Liptovský Mikuláš) z Zubercem (Zuberec),
- Dolina Dobroszowa (Dobrošová dolina) – niewielka dolina odchodząca na wschód, wcięta w stoki Babek (Babky, 1566 m); podchodzi pod Fatrową (Fatrová, 1446 m), jedną z kulminacji w zachodnim ramieniu Babek,
- Dolina Guniowa (Huňová dolina) – największa gałąź, odchodząca na wschód na wysokości ok. 770 m, podchodzi pod grzbiet między Babkami a Ostrą (Ostrá, 1764 m), od północy ograniczona jest jej zachodnim ramieniem; w głębi dolina ta rozdziela się wachlarzowato na kilka mniejszych, płytkich gałęzi,
- Dolinka Jaworowa (Javorová dolinka) – wcina się we wschodnie stoki Suchego Wierchu (Suchý vrch, 1477 m), będącego kulminacją zachodniego ramienia Ostrej.

Tuż poniżej wylotu doliny, do Kotliny Liptowskiej uchodzi Dolina Halna (Hôľne) – niewielka dolina ograniczona grzbietami rozgałęziającymi się z zachodniego ramienia Babek; jej dolny, zwężony odcinek to Studzienki (Studienky).
Najwyższym punktem w otoczeniu Doliny Suchej Sielnickiej jest Siwy Wierch – 1805 m.
Dolina Sucha Sielnicka graniczy:
- od zachodu z doliną Jamnik (Suchý jarok), Doliną Kwaczańską (Kvačianska dolina) i jej górną częścią zwaną Doliną Huciańską; rozdziela je grzbiet odchodzący od głównej grani Tatr w Jaworzyńskiej Kopie (Javorína, 1277 m) i kulminujący w Golicy Huciańskiej, a niżej niewybitny grzbiet odchodzący od niego na południe i kończący się Mesztrową (Meštrová, 869 m),
- od północy z Doliną Borowej Wody i gałęziami Doliny Zuberskiej (Studená dolina) – Doliną Siwą (Sivá dolina) i Doliną Suchą Zuberską (Suchá dolina); rozdziela je główna grań Tatr na odcinku od Jaworzyńskiej Kopy po Siwy Wierch,
- od wschodu z Doliną Jałowiecką (Jalovská dolina); rozdziela je grzbiet odchodzący na południe z Siwego Wierchu, w którym wznoszą się Ostra i Babki,
- od południowego wschodu z Doliną Szankową (Šanková dolina) i Doliną Halną; rozdziela je grzbiet schodzący z Babek na południowy zachód.

W Dolinie Suchej Sielnickiej nie ma żadnego szlaku turystycznego. Dnem dolnej części doliny prowadzi zamknięta dla ruchu, stara szosa. Większość obszaru doliny (całość wschodnich zboczy, dno i część zachodnich) objęta jest utworzonym w roku 1993 rezerwatem „Suchá dolina” o powierzchni 1586 ha, chroniącym utwory krasowe i zespoły roślinne, w wielu miejscach o pierwotnym charakterze.

## Wody
Głównym ciekiem wodnym doliny jest Suchy Potok (Suchý potok), który powstaje z kilku strumieni źródłowych pod Siwym Wierchem. W okolicach Skoków tworzy na progach skalnych wodospady. W dolnej części doliny potok często ginie w ponorach pod powierzchnią; stąd też pochodzi jego nazwa, a w konsekwencji całej doliny. Suchy Potok zasilają dopływy z bocznych gałęzi doliny, poza Beszeniowskim Potokiem wszystkie lewostronne, co wynika z budowy geologicznej podłoża.
W górnej części Doliny Guniowej, pod szczytem Babek, znajdował się niegdyś niewielki Babkowy Stawek (Babkové pliesko, 1454 m). Przestał on istnieć, gdy w 1945 r. wybuchy granatów naruszyły dno jeziorka.

## Geologia
Wschodnie zbocza zbudowane są z nieprzepuszczalnych łupków krystalicznych, piaskowców oraz wapieni marglowych. Zbocza zachodnie i dno doliny utworzone są z wapieni, wśród których rozwinęły się zjawiska krasowe. Najbardziej znanym z nich jest jaskinia Dupnica (Dúpnica), położona najniżej ze wszystkich w Tatrach, na poziomie 765 m. Najdłuższą jaskinią w dolinie jest położona poniżej Opalenicy Jaskinia Niedźwiedzia (Medvedia jaskyňa), o długości korytarzy 160 m, bogatej szacie naciekowej i ze znaleziskami paleolontogicznymi. W pobliżu znajduje się również krótsza (65 m) Jaskinia Biała (Biela jaskyňa) oraz Jaskinia Żydowska, zwana również Partyzancką (Partizánska jaskyňa, Židovský bunker).
W plejstocenie większość obszaru doliny nie była zlodowacona. Niewielki lodowiec istniał w górnej części, pod Siwym Wierchem.

## Historia
W Dupnicy odnalezione zostały najstarsze ślady bytności człowieka na terenie Tatr, wskazujące na to, że ludzie przebywali tam już w początkach naszej ery. Jaskinia ta pełniła wtedy prawdopodobnie funkcję świątyni. Również umocnienia odnalezione na zachodnim grzbiecie Opalenicy sugerują obecność ludzką w dolinie już w czasach prehistorycznych. Ludzie bywali w Dupnicy także w okresie średniowiecza.
Tereny pasterskie w dolinie należały do wsi Liptowska Sielnica (Liptovská Sielnica). W 1987 r. dolina weszła razem z większą częścią słowackich Tatr Zachodnich w skład TANAP-u. W 1993 r. dodatkowo objęto ją ochroną rezerwatową. Pierwszy człon nazwy doliny pochodzi od gubiącego wodę potoku, a drugi – od stosunków własnościowych i aby odróżnić Dolinę Suchą Sielnicką od innych Dolin Suchych w Tatrach.